# Distretto di Longwen
Il distretto di Longwen (龙文区S, Lóngwén QūP) è un distretto della Cina, situato nella provincia del Fujian.